# 퍼프 페이스트리

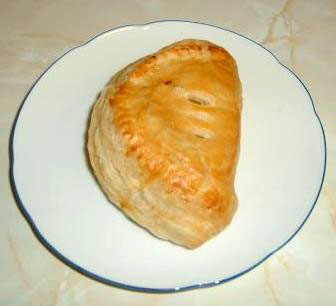
퍼프 페이스트리.

퍼프 페이스트리(Puff pastry)는 버터와 밀가루가 겹쳐져 층상구조를 이루는 생지다. 구웠을때 부풀면서 바삭바삭해지는데 이 과자를 파이라고 부르는 착오는 일본에서 건너온 것이다. 퍼프 페이스트리와 크러스트 파이는 엄연히 다른 것이다. 영국의 퍼프 페이스트리가 일본으로 건너가서 파이로 굳어졌고, 이것이 한국에 그대로 넘어와 현재의 명칭 혼동이 일어났다.

## 반죽
퍼프 페이스트리 반죽은 반드시 작업대가 차갑고, 반죽도 차가운 상태에서 반드시 냉장 휴지를 해야 한다. 그렇지 않으면 유지가 녹아내려 밀가루와 층상구조가 생기지 않고 질척거리게 되어 못쓰게 된다. 따라서 롤인 버터(파이 전용 유지)와 밀가루 반죽을 비슷한 온도로 낮춰서 써야하며, 접기를 실시한 후에는 냉장고에 넣어 반죽을 휴지시켜야한다. 특히, 반죽을 할 때 생지를 계속 밀기 때문에 자연스럽게 글루텐이 형성되므로, 롤인 버터(파이 전용 유지)를 감쌀 밀가루 반죽을 지나치게 치대면 안된다. 밀가루는 강력분을 쓰는데, 이는 반죽이 계속해서 밀어 펴지기 때문에 잘 늘어나야하기 때문이다. 또한 구울 때에도 부풀림에 의해 반죽이 늘어나는 것도 이겨낼 수 있어야하기 때문이다. 하지만 강력분만을 쓰면 반죽이 늘어나기도 쉽지만 수축하기도 쉬우며, 구웠을 때 지나치게 딱딱해질 수도 있다. 반죽이 수축하는 것은 앞서 말한 낮은 온도에서 휴지하는 것으로 해결할 수 있다. 휴지를 하면 반죽 속의 글루텐 그물구조가 끊겨 수축력이 사라지기 때문이다.

### 접기형 반죽
유지를 밀가루 반죽에 싸서 접어밀어 만드는 방식. 퍼프 페이스트리나 파트 푀이테가 여기에 해당한다. 한편, 이를 반대로 하여 유지로 밀가루 반죽을 싸서 접은 다음 밀어펴는 것도 마찬가지인데, 이것이 독일식 퍼프 페이스트리인 블라터타이크이다. 영국과 프랑스 식의 반죽법을 쓰면 층 구조가 확연하며, 반죽이 구워지면서 매우 크게 부풀어 오르는 반면 블라터타이크는 표면이 잘 마르지 않고(유지에 의해 밀가루 반죽의 수분이 보호됨) 구웠을 때 층이 뚜렷하지 못하며 부풀림이 적다. 보통 3겹 접기를 3번해서 반죽을 만들지만, 4겹과 3겹을 번갈아가며 접는 방법도 있다.

### 파이반죽형
조그마한 정육면체로 자른 유지를 밀가루와 섞은 뒤 물을 더하면서 반죽한다. 본디 이런 방식은 쇼트 페이스트, 파트 브리제에 쓰이지만, 이렇게 만든 반죽을 그냥 굽지 않고 2~3겹 접으면 구웠을 때 퍼프 페이스트리처럼 층상구조를 가지며 부풀어오른다. 하지만 이렇게 하면 접기형 반죽에 비해 부풀림이 적다. 속성 퍼프 페이스트리라고도 하며, 한국에서는 미국식 파이 반죽이라고 한다. 미국식 파이 반죽에는 쇼트닝을 쓴다.

### 유지
보통 롤인 버터(파이 전용 유지)를 쓰지만, 롤인 버터는 값이 비싸고 낮은 온도에서는 매우 단단해지기 때문에 이를 부드러운 밀가루 반죽으로 싸서 밀면 반죽이 찢어지게 되고 작업이 매우 힘들어진다. 따라서 버터의 대용품인 마가린을 버터와 같은 분량으로 사용하면 편하게 만들 수 있으며, 대량생산하는 퍼프 페이스트리도 마찬가지로 마가린을 쓰는 경우가 종종 있다. 하지만 이렇게 하면 풍미가 버터만큼 좋지 않다.

## 제조원리
이 과자의 중요한 제조원리는 물과 밀가루를 섞은 반죽이 유지와 층상 구조를 이룬다는 것이다. 좋은 퍼프 페이스트리 반죽은 구워냈을 때 기름이 세어나오지 않으며, 층이 깨끗하게 부풀며 식감이 바삭하다. 이런 제품을 만들려면 첫째, 생지 안에 유지가 있어야 하며, 둘째, 층이 균일해야 한다.